# مانوز ۱-فسفات
مانوز ۱-فسفات (انگلیسی: Mannose 1-phosphate) ملکولی است که در فرایند «گلیکولیزاسیون» (قندی‌شدن) دخیل است.